# Neptis horishana
Neptis horishana är en fjärilsart som beskrevs av Matsumura 1908. Neptis horishana ingår i släktet Neptis och familjen praktfjärilar. Inga underarter finns listade i Catalogue of Life.